# Aeranthes
Aeranthes är ett släkte av orkidéer. Aeranthes ingår i familjen orkidéer.

## Bildgalleri

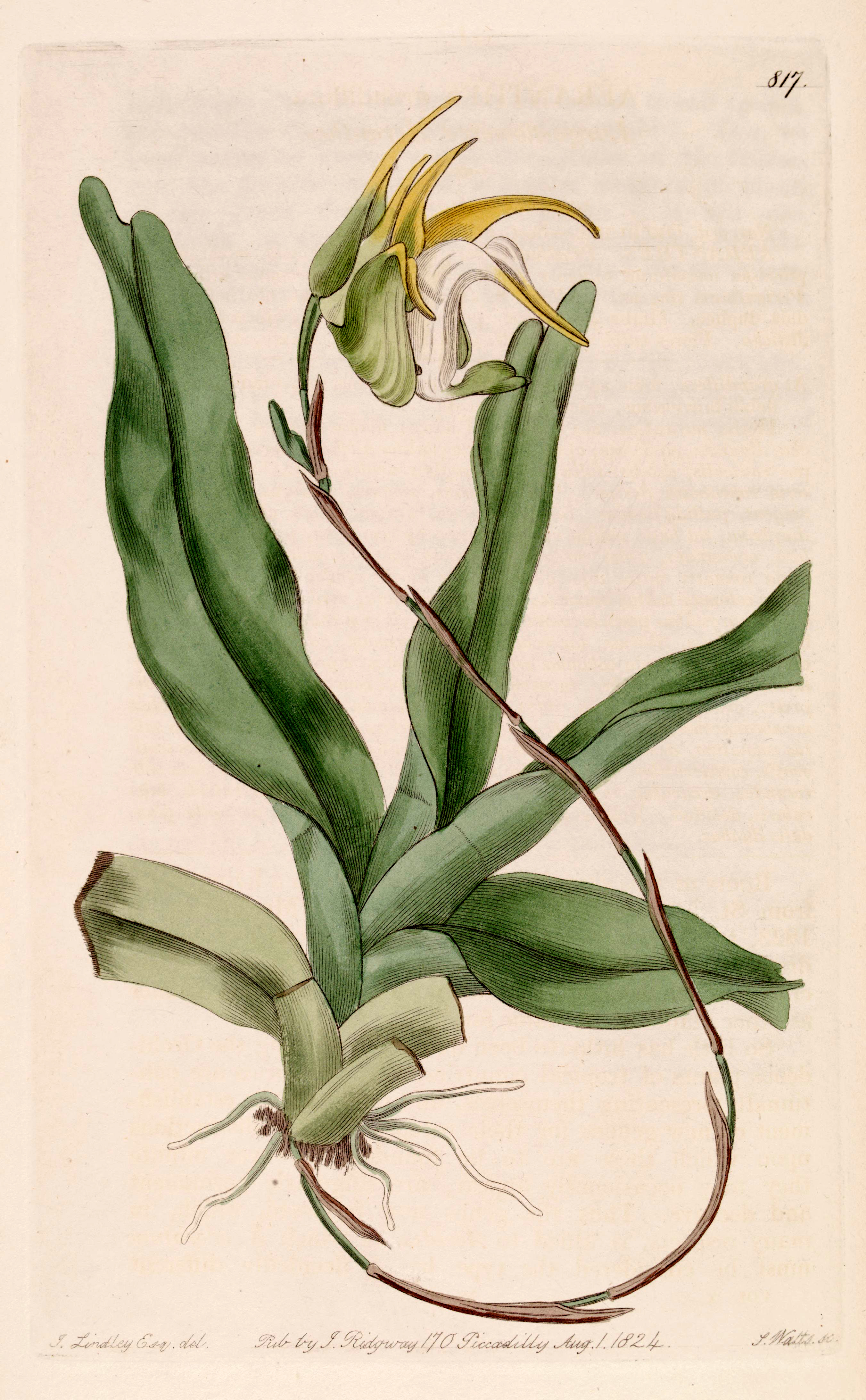
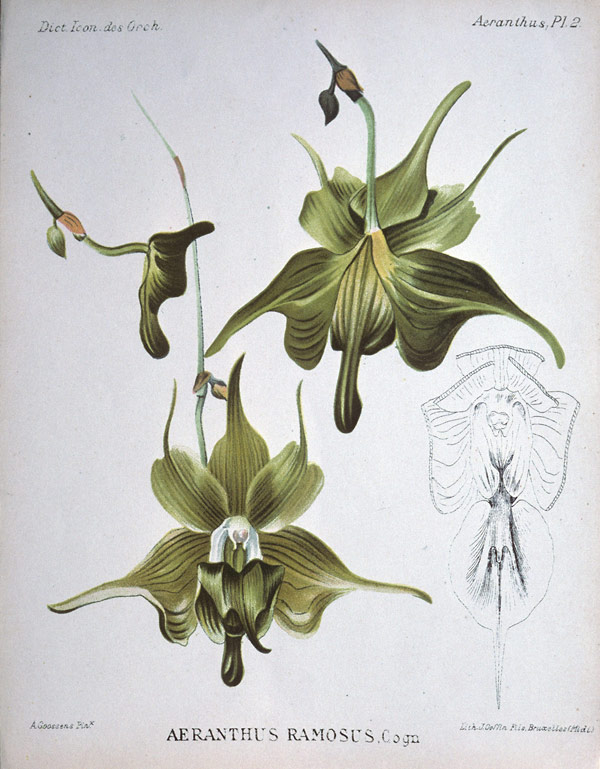
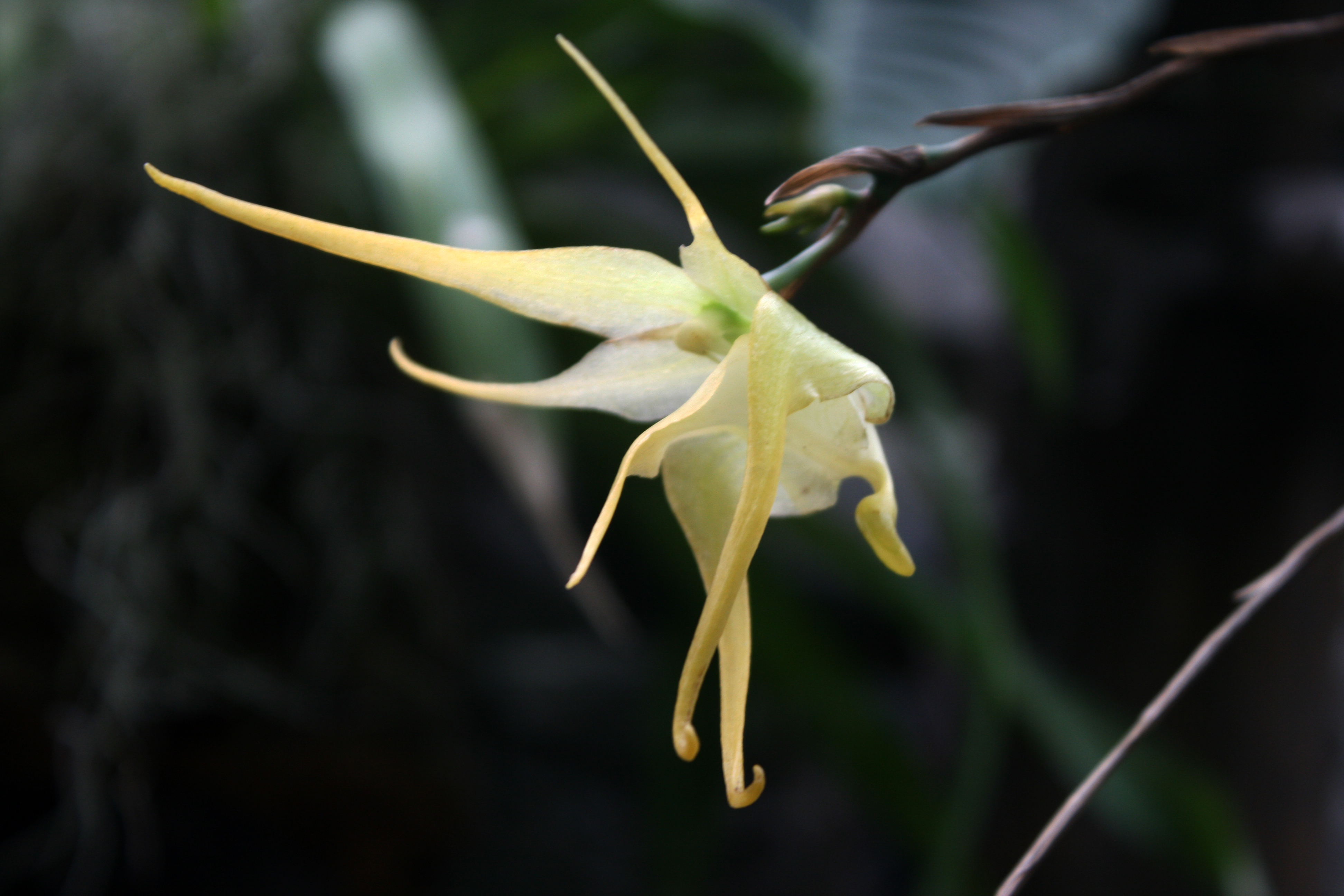

## Dottertaxa tillAeranthes, i alfabetisk ordning[1]
- Aeranthes adenopoda
- Aeranthes aemula
- Aeranthes africana
- Aeranthes albidiflora
- Aeranthes ambrensis
- Aeranthes angustidens
- Aeranthes antennophora
- Aeranthes arachnites
- Aeranthes bathieana
- Aeranthes campbelliae
- Aeranthes carnosa
- Aeranthes caudata
- Aeranthes crassifolia
- Aeranthes denticulata
- Aeranthes dentiens
- Aeranthes ecalcarata
- Aeranthes filipes
- Aeranthes grandiflora
- Aeranthes hermannii
- Aeranthes laxiflora
- Aeranthes leandriana
- Aeranthes moratii
- Aeranthes multinodis
- Aeranthes neoperrieri
- Aeranthes nidus
- Aeranthes orophila
- Aeranthes orthopoda
- Aeranthes parkesii
- Aeranthes parvula
- Aeranthes peyrotii
- Aeranthes polyanthemus
- Aeranthes ramosa
- Aeranthes robusta
- Aeranthes sambiranoensis
- Aeranthes schlechteri
- Aeranthes setiformis
- Aeranthes setipes
- Aeranthes strangulata
- Aeranthes subramosa
- Aeranthes tenella
- Aeranthes tricalcarata
- Aeranthes tropophila
- Aeranthes virginalis